# Gottfried Holle
Gottfried Johannes Holle (* 13. August 1912 in Chemnitz; † 13. Dezember 1991 in Leipzig) war ein deutscher Pathologe. Er wirkte als Hochschullehrer in Greifswald und  Leipzig.

## Leben
Holle studierte 1932–1937 an der Universität Leipzig, der Universität Wien, der Universität Innsbruck, der Ludwig-Maximilians-Universität München und der Albertus-Universität Königsberg Medizin. 1939 wurde er an der Friedrich-Alexander-Universität Erlangen zum Dr. med. promoviert. Er war 1940/41 Soldat und danach freigestellt. Am 15. Juli 1937 beantragte er die Aufnahme in die NSDAP und wurde rückwirkend zum 1. Mai desselben Jahres aufgenommen (Mitgliedsnummer 5.171.775). 1943 habilitierte er sich in Leipzig für Pathologie. Er erhielt 1944 die Venia legendi und war ab 1945 Privatdozent in Leipzig. 1949–1953 begründete und leitete er die Prosektur an den städtischen Krankenhäusern in Gera. 1953 wurde er Professor für Pathologie mit vollem Lehrauftrag, 1955 Professor mit Lehrstuhl an der Ernst-Moritz-Arndt-Universität Greifswald. Ab 1959 war er Professor für Pathologie mit Lehrstuhl (ab 1969 ordentlicher Professor) in Leipzig. 1959–1977 war er Direktor des Instituts für Pathologie in Leipzig. Danach arbeitete er als Pathologe in der Arzneimittelforschung. Er war Mitbegründer und 1962–1966 Vorsitzender der Arbeitsgemeinschaft Morphologie in der DDR. 1967 wurde er in die Deutsche Akademie der Naturforscher Leopoldina gewählt.

## Schriften
- Methoden der modernen morphologischen Forschung. Leipzig 1961.
- Lehrbuch der allgemeinen Pathologie. Jena: G. Fischer 1967, 2. Auflage Jena/Stuttgart 1989.
- Gynäkologische Histologie. Berlin 1979.